# Hydrocotyle crassiuscula
Hydrocotyle crassiuscula är en växtart i släktet Hydrocotyle och familjen araliaväxter.
Arten förekommer i södra Australien. Den beskrevs av Ralph Tate 1885.